# Pedro de Mendoza

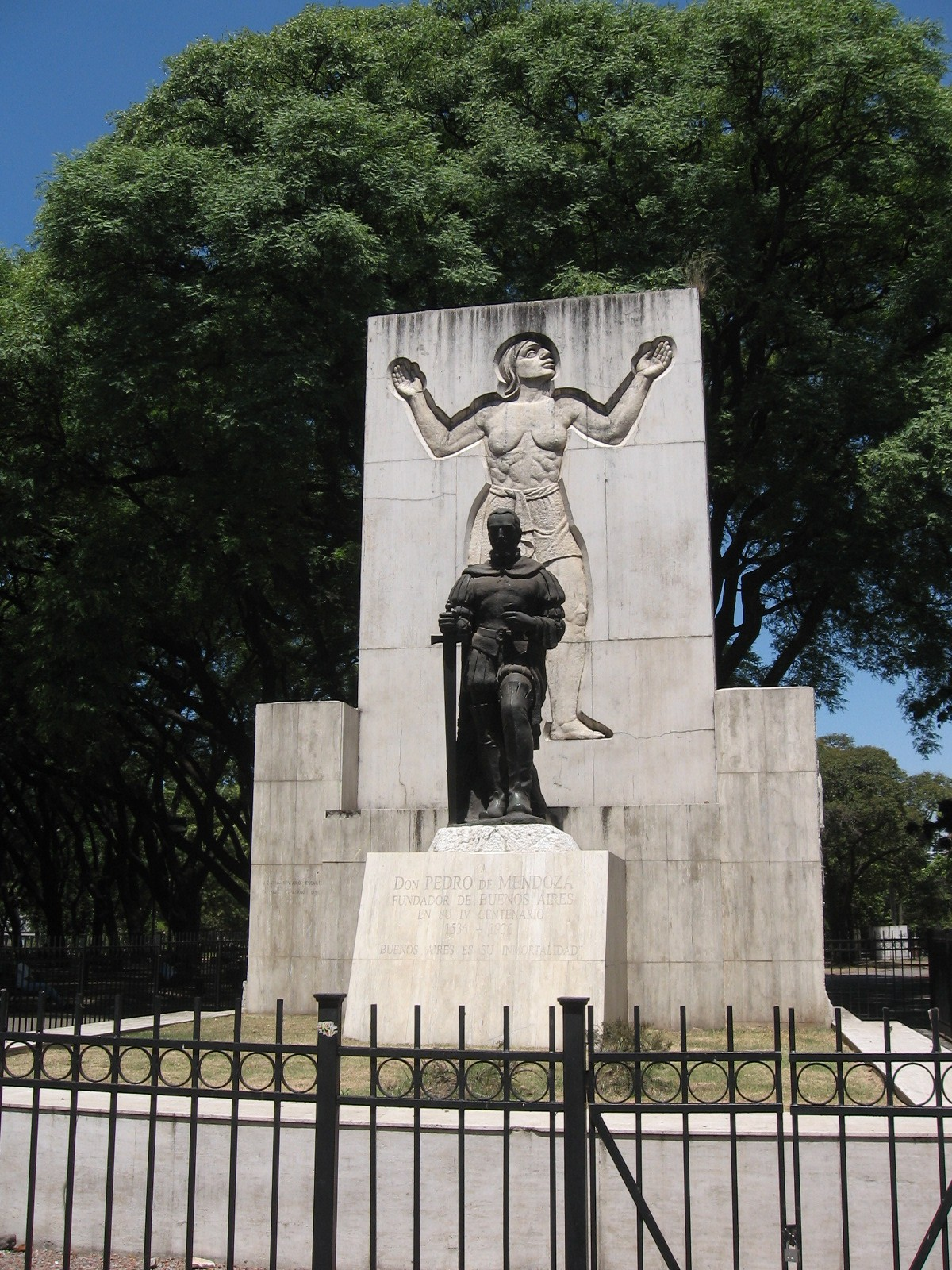
Monument över Pedro de Mendoza i Buenos Aires.

Pedro de Mendoza, född 1487, död 1537, var en spansk conquistador och den första adelantadon av Río de la Plata. På ditresan deltog även kartografen Esteban Gómez.

## I Hovets tjänst
Pedro de Mendoza inträdde vid en mycket ung ålder vid hovet för Carlos I. Som page följde han med konungen på hans resa till England 1522. År 1524 fick han titeln riddare av Alcántaraorden och senare, tack vare sin fars inflytande – riddaren Fernando de Mendoza "el de Guadix" – bytte han till Santiagoorden. Han stred sedan i det italienska kriget mot Frankrike, där han deltog i skövlingen av Rom 1527.
Under detta sista år deltog han i kriget för Karl V mot Kyrkostaten under befäl av påven Clemens VII. Kriget omfattade skövlingen av Rom som han personligen gynnades av.
År 1533, tack vare sin släkting María de Mendoza – hustru till den inflytelserike Francisco de los Cobos y Molina – började han de förberedelser som senare skulle göra honom till erövrare av Río de la Plata.

## Río de la Plata
Väl i Sydamerika, på den västra stranden av Paranáfloden och utan att uppfylla de formaliteter som det innebar att grunda en stad, byggde han ett fort Real de Nuestra Señora Santa María del Buen Ayre, som anses vara den första bosättningen i provinsen Gobernación de Nueva Andalucía del Río de la Plata – även om Caboto nästan tio år tidigare hade gjort samma sak uppströms i Sancti Spiritus, en annan bosättning som hade ett kort liv – ungefär på samma plats där Juan de Garay senare 1580 skulle grunda "Ciudad de la Trinidad",  känd som Buenos Aires. Denna ursprungliga stad som grundades den 3 februari 1536 skulle stöta på problem från början och dö ut inom fem år.
1537 efterträddes han av Juan de Ayolas och påbörjade seglingen tillbaka till Spanien men avled innan han kom fram. Staden och provinsen Mendoza i mellersta Argentina är uppkallade efter honom.